# Хобгоблин (Marvel Comics)
Хобгоблин (англ. Hobgoblin) — имя нескольких персонажей из комиксов компании Marvel. Этот злодей был создан Роджером Стерном и Джоном Ромитой-младшим. Первое его появление состоялось в комиксе The Amazing Spider-Man #238 (1983 год).

## Вымышленная биография

### Родерик Кингсли
Что ж, может Норман Озборн и умер, но его наследие, его сила будет жить! И в этот раз её обретёт человек, который знает, как использовать власть! Зелёного гоблина больше нет! Но на его месте теперь стоит Хобгоблин!— Хобгоблин
Родерик был беспринципным модельером, заработавшим многомиллионное состояние, в том числе и из-за связи с преступными группировками. Кингсли пытался обезопасить свои капиталы, и шанс ему подвернулся: бандит по имени Джордж Хилл открыл секрет логова Зелёного гоблина. Хилл сообщил о своём открытии Кингсли в надежде заработать денег за продажу информации о местоположении убежища Гоблина, но вместо этого Кингсли хладнокровно убил его.
Получив всё оборудование Зелёного гоблина, Кингсли решил устранять врагов и конкурентов под личиной Хобгоблина. Как Хобгоблин, он запугивал своих конкурентов. После схватки с Человеком-пауком он решил, что прямые насильственные методы не для него, и решил действовать из-за кулис. Он промыл мозги Неду Лидсу, убедив его, что это он был Хобгоблином, и стал использовать Неда как марионетку. Под давлением Кингсли Лидс помог Ричарду Фиску стать Розой, а также помог Фиску во время гангстерских войн, которые едва не уничтожили Нью-Йорк. Устав всё время находиться за кадром и обнаружив, что Лидс стал неконтролируемым, Кингсли разнёс слух, что Лидс — Хобгоблин. После смерти Лидса Кингсли сдал весь свой бизнес своему брату Дэниелу и на несколько лет уехал в Европу. Ещё он нанимал Арнольда Донована, который также стал Хобгоблином.
Позже Кингсли сначала позабавило то, что злодеем был признан другой преступник — Джейсон Макендейл. Однако вскоре он стал относиться к нему враждебно, так как Джейсон объявил, что Хобгоблином был Нед Лидс. В то время публика считала, что только один человек когда-либо был Хобгоблином, а поднятый шум угрожал раскрыть весьма специфическое ведение дел Родериком. Вернувшись из Европы, Кингсли убил Макендейла и снова стал Хобгоблином. Вдова Неда, Бетти Брант, напала на след Родерика и раскрыла секрет братьев Кингсли. Таким образом, она очистила имя своего мужа. Кингсли был побеждён Человеком-пауком и был отправлен в тюрьму. Но недавно он вернулся и сразился с Хобгоблином (Филом Урихом) и Человеком-пауком. После битвы он вырубает Уриха и они оба сбегают. Позже Кингсли предлагает Филу остаться Хобгоблином, но делиться с ним любой прибылью.
Урих предал Кингсли.

### Арнольд Донован
Арнольд «Левша» Донован был мелким бандитом, работающим на Родерика Кингсли, пока он не подвергся формуле Гоблина, давшей ему суперсилу и стал вторым Хобгоблином. Погиб при сражении с Человеком-пауком.

### Нед Лидс
Кингсли узнаёт, что репортёр «The Daily Bugle» Нед Лидс раскрыл тайну его убежища. Тогда Родерик захватывает журналиста и промывает ему мозги, чтобы заставить Лидса поверить, что он сам и является Хобгоблином. Кингсли использовал нового Хобгоблина, пока тот ему был нужен, а потом устранил его.

### Джейсон Макендейл
Макендейл — бывший агент ЦРУ, был суперзлодеем Джеком-фонарём и некоторое время работал в паре с Недом Лидсом, который выступал как Хобгоблин. После смерти Лидса Макендейл решает, что взяв себе оборудование и личность Хобгоблина, обретёт то уважение суперпреступного сообщества, что было у Хобгоблина. Но из-за нескольких позорных поражений от Человека-паука и даже от Гарри Озборна, а также потому, что суперзлодеи узнали, что Макендейл получил псевдоним и оборудование Хобгоблина убийством, он стал посмешищем для остальных преступников.
Во время событий комикс-кроссовера Inferno Джейсон, устав терпеть вечные поражения, предложил демону Мефисто свою душу взамен на силы. Демона позабавила просьба смертного. Было подписано соглашение между демоном и Джейсоном, в ходе которого последний получил сверхчеловеческие и сверхъестественные способности. К сожалению для Джейсона, способностями дело не ограничилось. Его тело начало меняться, подстраиваясь под новые возможности. И в то же время лицо быстро приобретало новые очертания, становясь точной копией маски Хобгоблина. Преступник был арестован и помещён в Могильную тюрьму, где тело Демон-гоблина физически разделились на две части. Демон-гоблин бежал из тюрьмы и начал «очищать грешников», а тело сгорело.
Позже он был спасён Доппельгангером, но неизвестные герои победили Демон-гоблина, несмотря на отсутствие каких-либо сверхсил. Демон-гоблин снова был захвачен, но на сей раз он телепатически вызвал Доппельгангера и тот снова помог ему вырваться на свободу. Это привлекло внимание Человека-паука, который тут же бросился вдогонку Демон-гоблину и Доппельгангеру.
В этот бой также были втянуты Веном, Призрачный гонщик и Блэйд. Как результат — Демон-гоблин снова попал за решётку.
Чуть позже Лунный рыцарь начал экспериментировать со странными заклинаниями головокружения и его лицо начало разлагаться. Решив, что во всём виноват Демон-гоблин, он отправился к нему в тюрьму. Лунный рыцарь хотел вывести преступника на чистую воду и выяснить, что он с ним сделал. Во время телепатической и физической потасовки с Демон-гоблином, Лунный рыцарь узнал, что в него попал вирус, постепенно захватывающий всё тело. В результате таинственный вирус был отделён от тела Лунного рыцаря и стал известен как Падаль. После этого Рыцарь снова одолел Демон-гоблина и оставил его в камере тюрьмы.
Позже Демон-гоблин был освобождён и присоединился к банде, в которую уже входили Карнаж, Доппельгангер, Визг и Падаль. Вместе они терроризировали и разрушали Нью-Йорк до тех пор, пока Человек-паук и его друзья-супергерои не покончили с этим безумием.
Демон-гоблин был безумно разочарован после очередного поражения. В очередной раз попав в тюрьму, у него было время обдумать дальнейшие действия.
Через какое-то время он снова совершил грубую ошибку, объединившись с Блэйдом, чувствуя, что он также хочет наказать нечестивых. Однако совместная работа оказалась недолгой, так как Блэйд, подчинённый Дарклоду, убил Демон-гоблина.
Как бы то ни было, позже Демон-гоблин снова воскрес.
После этого он несколько раз вступал в поединок с Веномом и даже боролся пару раз с Морбиусом. Всегда проигрывающий и оказывающийся за решёткой, Демон-гоблин начал всерьёз задумываться о своей «миссии».
Несколько месяцев спустя, он снова вырвался на свободу и отправился на поиски Джейсона Макендейла, чтобы просить его о прощении. Когда он наконец нашёл Джейсона, он попросил у него прощение, но мужчина отказался верить в это и между ними завязалась драка, которая проходила в местном храме. Демон-гоблин заметил, что одна из колонн была повреждена во время боя и теперь, упав, она могла погрести под своими обломками женщину и её маленького сына. Прося о прощении, Демон-гоблин бросился на помощь людям и удерживал колонну в течение нескольких секунд, пока её вес не убил его.
Джейсон остался в тюрьме. Позже был убит Родериком Кингсли.

### Неизвестный Хобгоблин
Пятый Хобгоблин был введён в серии Секретные Войны. Его настоящее имя неизвестно, единственные сведения, что он получил своё оборудование от Озкорпа — компании Нормана Озборна. Этот Хобгоблин должен был атаковать вместе с Леди Осьминог супергероя Капитана Америку, но был побеждён и отправлен в тюрьму.

### Уэйд Уилсон
Мутант-наёмник Дэдпул был нанят суперзлодеем Волшебником, чтобы взорвать ангар под личиной Хобгоблина. По словам Дэдпула, костюм ему не понравился и он никогда больше его не надевал.

### Дэниел Кингсли
Когда Родерик Кингсли сбежал в Эквадор, его брат Дэниел прибыл в Нью-Йорк и стал выдавать себя за Родерика, с намерением стать новым Хобгоблином. Он нашёл логово брата, в котором были новые разработки Озкорпа — крылатый ракетный ранец вместо планёра и плазменный меч. Но туда же наведался и Фил Урих. В ходе борьбы Фил оглушил Кингсли и обезглавил его мечом.

### Фил Урих
Филипп Бенджамин Урих одно время использовал оборудование и псевдоним Зелёного гоблина для совершений геройств, но, лишившись оборудования и будучи не в состоянии восстановить, решил перестать. Но Урих обнаружил старое логово Родерика Кингсли, где встретил Дэниела Кингсли, который выдавал себя за брата Родерика, первого Хобгоблина. Произошла схватка, Кингсли почти убил своего врага, когда Филипп использовал свою способность «лунатический смех», оглушив и убив Дэниела. Урих забрал оборудование и костюм Хобгоблина, чтобы стать злодеем. Вскоре он становится агентом Кингпина, который хочет убить Паука. Но Совершенный Человек-паук раскрывает общественности личность Хобгоблина и побеждает его в бою. Зелёный гоблин освобождает Фила, и в обмен на службу принимает его в ряды подпольной организации Подземелье гоблина под именем Гоблин-рыцарь.

### Клод
Дворецкий Родерика Кингсли, которого тот заставил его выдать за себя. Вместе с новыми Шаром-8, Рингером, сорокопудом-убийцей, плавильщиком и ещё шестью людьми которым Кингсли продал костюмы известных злодеев отправился к Гоблинам. Был убит Гоблином-королём. Фил Урих обнаружил, что под маской Хобгоблина не Родерик Кингсли и уничтожил тело, скрывая от Гоблин-короля личность Хобгоблина.

## Силы и способности
Различные Хобгоблины обладали и разными личными навыками.
- Кингсли был мастером гипноза и имел познания в области контролирующих сознание наркотиков. Также он принял повышающую силу сыворотку.
- Донован был профессиональным преступником и владел приёмами рукопашного боя. Принял препарат Зелёного гоблина.
- Лидс обладал навыками журналиста и частного детектива.
- Макендейл — бывший спецагент ЦРУ, наёмник и преступник с многолетним стажем. Получил сверхчеловеческие и сверхъестественные способности после сделки с демоном.
- Уилсон — великолепный фехтовальщик и отличный стрелок. Получил широкий спектр суперспособностей после экспериментов над ним в рамках программы «Оружие Икс».
- Первоначально Фил Урих не обладал никакими силами, но он использовал так называемую маску Гоблина, которая увеличивала его физические характеристики, а так же давала способность «безумный смех» — воспроизведение звуковых криков. Со временем Филу не нужна маска, чтобы использовать свои силы. Уровень его сил неизвестен, но предположительно он такой же, как и у других Гоблинов.

## Оборудование
Хобгоблины использовали оборудование, полученное от Зелёного гоблина, но также постоянно дополняя и улучшая свой арсенал, в который входили: гоблин-глайдер для полётов, броня под костюмом, перчатки с возможностью выпуска электрозарядов, бластеры, метальные диски и различные бомбы в форме тыкв со взрывчаткой, дымовой завесой или галлюциогенным газом.

## Альтернативные версии

### Ultimate Хобгоблин

Ultimate Хобгоблин

Гарри Озборн был сыном богатого промышленника Нормана Озборна. Гарри хороший друг Питера Паркера, который втайне от всех является супергероем Человеком-пауком. Норман Озборн испытывает на себе сыворотку «Оз», придающую большую физическую силу, но вызывающую безумие. Норман Озборн берёт себе псевдоним Зелёный гоблин и убивает свою жену, а также пытается убить Гарри.
Но потом с помощью гипноза ему стирают память о произошедших событиях. Однако подавленные воспоминания и эмоции сформировываются во вторую личность, называющую себя Шоу. Под воздействием Шоу Гарри принимает сыворотку «Оз» и принимает имя Хобгоблина. В серии «Смерть гоблина» убит своим отцом. Во время похорон Питер Паркер произносит речь, в которой признаётся, что Гарри был хорошим другом и настоящим героем.

### Хобгоблин 2211
Хобгоблин 2211 впервые появляется в комиксах о Человеке-пауке 2099. Позже она встречает и оригинального Человека-паука. Хотя её костюм зелёно-фиолетовый и напоминает костюм Зелёного гоблина 20 века, она хвасталась, что была Хобгоблином 2211 года.
Первоначально личность этого Хобгоблина не была показана читателям в то время, но во время её более позднего появления в «Friendly Neighborhood Spider-Man» открывается её истинная личность и происхождение.
Хобгоблин 2211 является дочерью Человека-паука 2211. Её зовут Робин Борн, которую в детстве называли «Хобби» или «Хоб». Её отец, доктор Макс Борн, казалось, навсегда отошёл от карьеры супергероя. Робин хотела спасти вселенные от «пересечения»; при наличии нескольких параллельных вселенных они сливаются с существующей реальностью, тем самым заменяя её.
Робин была позже арестована своим отцом за то, что она сделает в будущем: несанкционированные путешествия во времени, хрональное смещение, перемещения в другие реальности. Её поместили в виртуальную тюрьму, где ей видится, что она живёт беззаботной жизнью в Канзасе. Её друг пытается освободить её, загружая вирус в компьютерную систему тюрьмы, но это становится причиной сумасшествия Робин. Она напала на своего отца с ректоновой бомбой (вариация на оригинал гоблинских «тыквенных бомб»), но она попала в своего друга, убив его.
Теперь экипированная как Хобгоблин, Робин отправилась в путешествие во времени к текущему году, нападая на текущего Человека-паука в его действительности и пуская под откос дядю Бена от другой действительности в существующую, вызывающий парадокс времени. Позже, в конфронтации с её отцом, она бросила тыквенную бомбу в него. Человек-паук, полагая, что это не более вредно, чем регулярная тыквенная бомба, поймал это со своей сетью и отбросил это назад Робин, она выжила, но у неё начались проблемы с памятью. Бывший под видом дяди Бена Хамелеон 2211 убил их, но в 2998 году Рид Ричардс 2998 и археологи найдут их экипировку (минисерия 2998 A.D.).

## Вне комиксов

### Телевидение

Хобгоблин в мультсериале Человек-паук.

- Хобгоблин появляется во многих эпизодах мультсериала «Человек-паук» (1994). В реальности мультсериала он был суперзлодеем до появления Зелёного гоблина и не обладал суперспособностями. Во время своего первого появления Хобгоблин работал на Нормана Озборна и по его приказу пытался убить Амбала. Но потом он предал своего босса и стал преследовать собственные цели — власть и в редких случаях деньги. В середине 3 сезона выяснилось, кто скрывался под маской злодея: Джейсон Макендейл, жених Фелиции Харди, будущей Чёрной кошки. Джейсон был разоблачён невестой, Человеком-пауком, и сел в тюрьму. В последнем сезоне сериала Хобгоблин появляется в иной реальности, где по приказу Паука-Карнажа, в паре с Зелёным гоблином оба уничтожают город. В русском переводе мультсериала назван «Домовым», и Гоблином.
- Хобгоблин появился в мультсериале «Новые приключения Человека-паука», но только как самый обычный человек Родерик Кингсли. В этой версии он афроамериканец.
- Хобгоблин появляется в мультсериале Человек-паук (2017).

### Кино
- В фильме «Человек-паук 3: Враг в отражении», в секретной лаборатории Озборнов ненадолго можно заметить маску Хобгоблина.
- Хобгоблин мог появиться в анимационном фильме «Человек-паук: Паутина вселенных» (2023)[8].

### Компьютерные игры
- Хобгоблин появляется в игре «Spider-Man and Captain America in Doctor Doom’s Revenge» как союзник Доктора Дума. Во время выпуска игры ещё не была известна настоящая личность Хобгоблина.
- Хобгоблин выступает боссом в «Amazing Spider-Man» и «Amazing Spider-Man 2» для Game Boy. Неизвестно, какой это Хобгоблин.
- В демонических версиях Макендейла появляется как босс в игре «Spider-Man: Return of the Sinister Six».
- Демон-гоблин участвует в игре «Amazing Spider-Man vs. The Kingpin».
- Хобгоблин также появляется в Spider-Man: The Video Game 1991 года.
- Хобгоблин является вспомогательным персонажем в PSP и в PS2 версиях «Spider-Man: Web of Shadows».
- Костюм Хобгоблина времён Секретной войны — альтернативный костюм для Зелёного гоблина в «Marvel: Ultimate Alliance 2».
- Marvel 2099 версия Хобгоблина появляется в Spider-Man: Shattered Dimensions в озвучке Стивена Блюма. Он напоминает перекрашенную версию Зелёного гоблина 2099, но является более безумным. В этой версии Хобгоблин является наёмником, с «Пси-силой», которая в сочетании с фрагментом плиты позволяет ему создавать своих клонов, упомянутых в игре, как гаргульи. Он был клоном Родерика Кингсли, созданным Селиной Петел, чтобы убить Человека-паука 2099. Человек-паук идёт за Хобгоблином, который включает Публичные глаза, которые атакуют Человека-паука во время каждого боя. После финального боя крылья Хобгоблина привели Человека-паука к выводу, что Alchemax является его нанимателем. Был создан Marvel и Beenox специально для игры.
- Играбельный персонаж в «LEGO Marvel Super Heroes 2».

### Аттракцион
Хобгоблина можно увидеть в парке развлечения «Остров приключений», на аттракционе «Удивительные Приключения Человека-паука» в качестве одного из злодеев. Перед поездкой можно увидеть плакат с изображением негодяя, причём на плакате персонаж ошибочно назван Эдвардом Лидсом. Хобгоблина можно увидеть и за пределами аттракциона в области «Marvel Super Hero», где размещены гигантские плакаты Хобгоблина на его планёре.

### Коллекционные карточки Человека-паука
- В первой коллекции есть карты «Гарри Озборн», «Демогоблин», «Хобгоблин».
- Во второй коллекции присутствует «Хобгоблин».
- В третьей коллекции также есть «Хобгоблин».

### Игрушки
- Хобгоблин впервые получил свою фигурку «Secret Wars» — линии игрушек производства компании Mattel.
- Позднее игрушки в виде злодея появились в сериях 90-х годов «аnimated Spider-Man» и «Sneak Attack».
- Он получил 2 игрушки в Spider-Man Classics. Первая (во второй серии), была аналогична Демон-гоблину, в то время как более новая (серия № 17), аналогично оригинальной версии Родерика Кингсли.
- Фигурка версии Джейсона Макендейла была перевыпущена два раза. В первый раз он был перекрашен введён в бокс-сете «Spider-Man vs. The Sinister Six» в серии игрушек «Marvel Legends». Второй раз он был перекрашен и переименован в Демон-гоблина в «Spider-Man: Origins» производства Hasbro.
- Фигурка Хобгоблина в стиле Minimate была выпущена в конце 2007 года, в ограниченном количестве только в магазинах FYE, Suncoast и Sam Goody в двойной упаковке вместе с фигуркой Алого Паука[9].
- Bowen Designs выпустила бюст Хобгоблин в 2005 году версии Кингсли.
- В 2009 году Hasbro было выпущено три 3/4 дюймовых фигурок Хобгоблина в их линии игрушек Вселенной Marvel. На упаковке обозначается, что это версия Родерика Кингсли.
- Фирма LEGO выпустила набор с Человеком-пауком, Призрачным гонщиком и Хобгоблином.

## Критика и отзывы
В 2009 году Хобгоблин был признан сайтом IGN 57-м в списке 100 величайших злодеев комиксов.